# نادي سيتي دي سيتيمبرو
نادي سيتي دي سيتيمبرو (بالإسبانية: Clube Desportivo Sete de Setembro)‏ نادي كرة قدم برازيلي . تم تأسيس النادي في سنة 1994.